# Jean-Paul Chenevotot
Jean-Paul Chenevotot est un footballeur français né le 16 septembre 1951 à Saint-Max (Meurthe-et-Moselle).
Ce milieu de terrain a disputé 44 matchs en Division 1 et 149 matchs en Division 2.

## Statistiques
| Saison                | Club                  | Championnat           | Championnat | Championnat | Coupe(s) nationale(s) | Coupe(s) nationale(s) | Total | Total |
| Saison                | Club                  | Division              | M.          | B.          | M.                    | B.                    | M.    | B.    |
| 1971-1972             | AS Nancy-Lorraine     | Division 1            | 7           | 1           | -                     | -                     | 7     | 1     |
| 1972-1973             | AS Nancy-Lorraine     | Division 1            | 10          | 2           | 1                     | 0                     | 11    | 2     |
| 1973-1974             | AS Nancy-Lorraine     | Division 1            | 27          | 2           | 2                     | 0                     | 29    | 2     |
| Sous-total            | Sous-total            | Sous-total            | 44          | 5           | 3                     | 0                     | 47    | 5     |
| 1974-1975             | ECAC Chaumont         | Division 2            | 29          | 8           | -                     | -                     | 29    | 8     |
| 1975-1976             | ECAC Chaumont         | Division 2            | 11          | 4           | -                     | -                     | 11    | 4     |
| Sous-total            | Sous-total            | Sous-total            | 40          | 12          | -                     | -                     | 40    | 12    |
| 1975-1976             | US Toulouse           | Division 2            | 10          | 3           | -                     | -                     | 10    | 3     |
| 1976-1977             | US Toulouse           | Division 2            | 18          | 1           | 1                     | 0                     | 19    | 1     |
| Sous-total            | Sous-total            | Sous-total            | 28          | 4           | 1                     | 0                     | 29    | 4     |
| 1977-1978             | ECAC Chaumont         | Division 2            | 25          | 4           | -                     | -                     | 25    | 4     |
| 1978-1979             | ECAC Chaumont         | Division 2            | 31          | 7           | 1                     | 0                     | 32    | 7     |
| 1979-1980             | ECAC Chaumont         | Division 2            | 25          | 8           | 1                     | 0                     | 26    | 8     |
| Sous-total            | Sous-total            | Sous-total            | 81          | 19          | 2                     | 0                     | 83    | 19    |
| Total sur la carrière | Total sur la carrière | Total sur la carrière | 193         | 40          | 6                     | 0                     | 199   | 40    |